# HEGA
HEGA es un acrónimo de "High Efficiency Gas Absorber" (Absorción de Gas de Alta Eficiencia). Desarrollado originalmente hace una década por el ejército británico como defensa contra la guerra química, el HEGA es un filtro de tela de carbono. Esta tela de carbono resulta ser mucho más eficiente para absorber gases contaminantes que el carbono granular activado. Con su ligero peso y fácil manejo, los filtros HEGA son usados para purificar aire contaminado y, ocasionalmente, en sistemas de aire recirculado así como en plantas químicas, laboratorios, hospitales, etc.
Los sistemas HEGA no están pensados para filtrar olores aunque son capaces de hacerlo con una alta eficiencia aumentando por ello los costes de producción y operación del filtro.